# Torneo di Wimbledon 1948 - Singolare ragazze
È stata la seconda edizione del torneo juniores a Wimbledon. Le partecipanti sono state divise in due gironi all'italiana da cui sono uscite vincitrici rispettivamente Olga Mišková e Violette Rigollet. Nell'incontro per il titolo Mišková ha sconfitto Rigollet con il punteggio di 6–4, 6–2.

## Finale
|  | Finale            |                   |                   |   |   |  |
|  |                   |                   |                   |   |   |  |
|  | Olga Mišková      | Olga Mišková      | Olga Mišková      | 6 | 6 |  |
|  | Violette Rigollet | Violette Rigollet | Violette Rigollet | 4 | 2 |  |

### Gruppo A
|   | Gruppo A     | O Mišková | M Akrivou | P Lowe | M Jerndoff | N Seacy | PE Sethimo |
| 1 | Olga Mišková |           | 8–1       | 7–2    | 5–4        | 5–4     | 9–0        |
| 2 | M Akrivou    | 1–8       |           | 4–5    | 4–5        | 1–8     | 6–3        |
| 3 | P Lowe       | 2–7       | 5–4       |        | 6–3        | 2–7     | 8–1        |
| 4 | M Jerndoff   | 4–5       | 5–4       | 3–6    |            | 3–6     | 5–4        |
| 5 | Norma Seacy  | 4–5       | 8–1       | 7–2    | 6–3        |         | 9–0        |
| 6 | PE Sethimo   | 0–9       | 3–6       | 1–8    | 4–5        | 0–9     |            |

### Gruppo B
|   | Gruppo B          | V Rigollet | I Lim | D Holter Sorensen | B Wallen | H Cole | J Chantraine |
| 1 | Violette Rigollet |            | 7–2   | 8–1               | 7–2      | 7–2    | 8–1          |
| 2 | I Lim             | 2–7        |       | 5–4               | 1–8      | 2–7    | 5–4          |
| 3 | D Holter Sorensen | 1–8        | 4–5   |                   | 2–7      | 1–8    | 6–3          |
| 4 | B Wallen          | 2–7        | 8–1   | 7–2               |          | 4–5    | 5–4          |
| 5 | Heather Cole      | 2–7        | 7–2   | 8–1               | 5–4      |        | 7–2          |
| 6 | J Chantraine      | 1–8        | 4–5   | 3–6               | 4–5      | 2–7    |              |